# Mohamud Muse Hersi
Pour les articles homonymes, voir Hersi.
Mohamud Muse Hersi (alias général Adde) (né le 1er juillet 1937, et mort le 8 février 2017) est un homme politique et militaire somalien. Il a été président du Pount du 8 janvier 2005 à janvier 2009. 

## Biographie
Mohamud Muse Hersi était militaire pendant le gouvernement de Siad Barre, renversé en 1991. Il est attaché militaire en Chine du milieu des années 1970 au début des années 1980. Il devient gouverneur de l'État de Somalie du Nord avant que la Somalie ne sombre dans la guerre civile.
Hersi prend sa retraite au Canada jusqu'à son élection à la présidence du Pount en 2004, mandat qu'il conserve jusqu'en 2009.
Il a été remercié par le ministre français des Affaires étrangères pour sa collaboration qui a permis, en décembre 2007, la libération du journaliste Gwen Le Gouil, retenu en otage pendant huit jours.
Son successeur à la tête du Pount est Abdirahman Mohamed Farole.